# Villa Cusani Confalonieri
La Villa Cusani Confalonieri, a Carate Brianza, è una villa di delizia della Brianza. Inizialmente costruita come castello medievale, fu trasformata dalla nobile famiglia milanese dei Confalonieri in villa residenziale.

## Le origini
La costruzione si trova in posizione rialzata, dalla quale si gode di un'ampia veduta sulla valle del Lambro. A motivo della posizione strategica, era presente già nell'anno mille un edificio fortificato, distrutto dall'imperatore Federico Barbarossa durante la campagna contro la città di Milano. 
La proprietà apparteneva al casato dei confalonieri, famiglia ghibellina feudataria della pieve di Agliate cui apparteneva il territorio. Nel corso del XVII secolo, decaduta la funzione difensiva dell'edificio, la famiglia decise di trasformarlo in residenza nobiliare, trasformando l'antica costruzione turrita nell'edificio che si può vedere oggi. 

## Architettura
La villa presenta la caratteristica pianta a "U", con un corpo centrale allungato, e due ali asimmetriche poco aggettanti ai lati. Al centro si apre un sobrio portico di epoca cinquecentesca, retto da colonne doriche che sostengono un architrave rettilineo. La torre di nord-ovest è quanto resta della struttura medioevale incorporata nella villa. Da essa si diparte un armonioso giardino all'italiana, con parterres di bossi, di impianto seicentesco.